# BBWC
BBWC steht für englisch Battery Backed Write Cache und bezeichnet einen mittels Akku geschützten Cache für RAID-Controller. Bei den meisten RAID-Controllern ist der Cache bereits im Controller integriert, der Akkumulator kann oft mit einer kleinen Elektronik als Modul nachgerüstet werden (Battery Backup Unit, BBU). Die BBU schützt den Cache vor unerwarteten Ereignissen wie Stromausfall, Systemfehlern oder Mainboard-Fehlfunktionen.